# Michele Bon

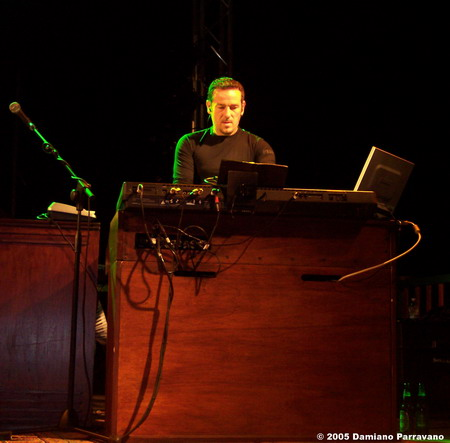
Michele Bon in concerto nel 2005

Michele Bon (Venezia, 23 febbraio 1960) è un tastierista italiano.

## Biografia
Fin da piccolo coltiva le sue due grandi passioni, la musica e l'elettronica. Si diploma da privatista in teoria e solfeggio al Conservatorio Cesare Pollini di Padova. Fonda la sua prima band, i Tia, nel 1983 e il primo album del gruppo riesce a vendere oltre cinquemila copie.
Qualche anno dopo si unisce ad Aldo Tagliapietra per il tour promozionale del suo primo lavoro solistico, "Nella notte", suonando le tastiere. Nel 1990 partecipa alla registrazione dell'album de Le Orme "Orme" come tastierista e programmatore, prendendo anche parte al conseguente tour di supporto all'album, affiancando così Tony Pagliuca. L'uscita di quest'ultimo dal gruppo consente a Michele di entrare a far parte definitivamente de Le Orme, affiancando alle tastiere Francesco Sartori. Con Le Orme registra sette album : Il fiume, Amico di ieri, Elementi, L'infinito, La via della seta, Sulle ali di un sogno, Le Orme and Friends, oltre ad un DVD, Live in Pennsylvania. Parallelamente suona le tastiere nella tribute band Fronte del Vasco, che esegue brani di Vasco Rossi, e con la quale si esibisce annualmente in parecchi concerti in tutto il Triveneto. Dall'inizio del 2008 alla fine del 2010, a causa della volontaria fuoriuscita da Le Orme di Andrea Bassato, ha suonato da solo tutte le parti di tastiera, fino all'entrata nel gruppo del giovane Federico Gava.